# Eredivisie 1968/69 (basketbal)
Het Eredivisie 1968/69 seizoen in het basketbal was het 23e seizoen van de Eredivisie (basketbal). Punch Delft werd dit seizoen landskampioen.

## Eindstand
| Pos. | Team                 | GS | W  | V  |
| ---- | -------------------- | -- | -- | -- |
| 1    | Punch Delft          | 23 | 21 | 2  |
| 2    | Blue Stars           | 23 | 18 | 4  |
| 3    | Flamingo's Haarlem   | 23 | 18 | 4  |
| 4    | SVE                  | 23 | 12 | 10 |
| 5    | Rotterdam-Zuid       | 23 | 12 | 10 |
| 6    | Landlust Amsterdam   | 23 | 11 | 11 |
| 7    | Agon Amsterdam       | 23 | 11 | 11 |
| 8    | Bona Stars           | 23 | 10 | 12 |
| 9    | Wilskracht Amsterdam | 23 | 8  | 14 |
| 10   | Suvrikri Den Haag    | 23 | 6  | 16 |
| 11   | Argus Voorburg       | 23 | 2  | 20 |
| 12   | Herly Amsterdam      | 23 | 2  | 20 |

1960–1968 · 1968/69 · 1969–1977 · 1977/78 · 1978–2000 · 2000/01 · 2001/02 · 2002/03 · 2003/04 · 2004/05 · 2005/06 · 2006/07 · 2007/08 · 2008/09 · 2009/10 · 2010/11 · 2011/12 · 2012/13 · 2013/14 · 2014/15 · 2015/16 · 2016/17 · 2017/18 · 2018/19 · 2019/20 · 2020/21 · 2021/22